# Жекунь (гміна)
Гміна Жекунь (пол. Gmina Rzekuń) — сільська гміна у центральній Польщі. Належить до Остроленцького повіту Мазовецького воєводства.
Станом на 31 грудня 2011 у гміні проживало 9757 осіб.

## Площа
Згідно з даними за 2007 рік площа гміни становила 135.50 км², у тому числі:
- орні землі: 65.00%
- ліси: 28.00%

Таким чином, площа гміни становить 6.45% площі повіту.

## Населення
Станом на 31 грудня 2011:
| Опис     | Загалом | Загалом | Чоловіки | Чоловіки | Жінки | Жінки |
| -------- | ------- | ------- | -------- | -------- | ----- | ----- |
| одиниця  | осіб    | %       | осіб     | %        | осіб  | %     |
| все      | 9757    | 100     | 4941     | 50.64    | 4816  | 49.36 |
| міське   | 0       | 100     | 0        |          | 0     |       |
| сільське | 9757    | 100     | 4941     | 50.64    | 4816  | 49.36 |

## Сусідні гміни
Гміна Жекунь межує з такими гмінами: Ґоворово, Леліс, Млинаже, Мястково, Ольшево-Боркі, Трошин, Червін.